# Distruzione dell'habitat
La distruzione degli habitat è il processo in cui l'habitat naturale non è in grado di supportare le specie presenti. In questo processo, gli organismi che hanno utilizzato in precedenza il sito vengono spostati o distrutti, riducendo la biodiversità. La distruzione degli habitat da parte delle attività umane ha principalmente lo scopo di raccogliere risorse naturali per la produzione industriale e l'urbanizzazione. La bonifica degli habitat per l'agricoltura è la causa principale della distruzione dell'habitat. Altre importanti cause della distruzione dell'habitat comprendono l'estrazione mineraria, il disboscamento, la pesca a strascico e lo sprawl urbano. La distruzione degli habitat è attualmente classificata come la causa principale dell'estinzione di specie in tutto il mondo. È un processo di cambiamento ambientale naturale che può essere causato dalla frammentazione degli habitat, dai processi geologici, dai cambiamenti climatici o da attività umane come l'introduzione di specie invasive, l'esaurimento dei nutrienti degli ecosistemi e altre attività umane.
I termini "perdita di habitat" e "riduzione dell'habitat" vengono usati come sinonimi.
I tentativi di affrontare la distruzione dell'habitat sono negli impegni politici internazionali incarnati dal Sustainable Development Goal 15 "Life on Land" e dal Sustainable Development Goal 14 "Life Below Water". Tuttavia, il rapporto del Programma delle Nazioni Unite per l'ambiente "Fare pace con la natura" ("Making Peace with Nature") pubblicato nel 2021 ha rilevato che la maggior parte di questi sforzi non era riuscita a raggiungere gli obiettivi concordati a livello internazionale.

## Impatti sugli organismi

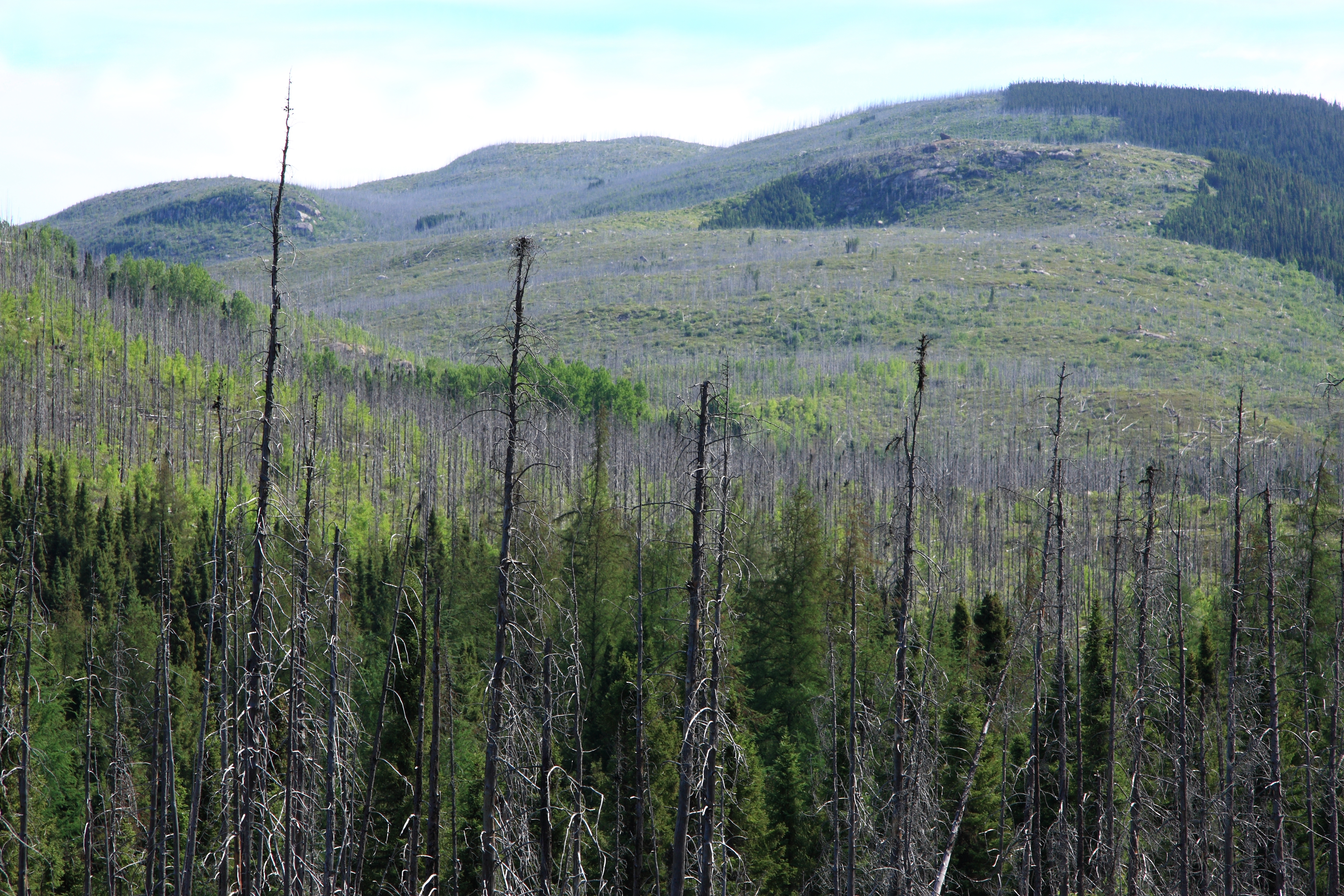
Foresta nel Parco Nazionale dei Grands-Jardins 10 anni dopo un incendio boschivo.

Quando un habitat viene distrutto, la capacità portante di piante, animali e altri organismi indigeni si riduce in modo che le popolazioni diminuiscano, a volte fino al livello di estinzione.
La perdita di habitat è forse la più grande minaccia per gli organismi e la biodiversità. Temple (1986) ha scoperto che l'82% delle specie di uccelli in via di estinzione erano significativamente minacciate dalla perdita di habitat. La maggior parte delle specie di anfibi è anche minacciata dalla perdita dell'habitat nativo e alcune specie ora si riproducono solo in habitat modificati. Gli organismi endemici con areali limitati sono i più colpiti dalla distruzione dell'habitat, principalmente perché questi organismi non si trovano in nessun'altra parte del mondo e quindi hanno meno possibilità di ripopolarsi. Molti organismi endemici hanno requisiti molto specifici per la loro sopravvivenza che possono essere trovati solo all'interno di un determinato ecosistema, con conseguente loro estinzione. Essa può avvenire anche molto tempo dopo la distruzione dell'habitat, un fenomeno noto come debito di estinzione. La distruzione dell'habitat può anche ridurre la gamma di alcune popolazioni di organismi. Ciò può comportare la riduzione della diversità genetica e a volte la produzione di individui sterili, poiché questi organismi avrebbero una maggiore possibilità di accoppiarsi con organismi correlati all'interno della loro popolazione o specie diverse. Uno degli esempi più famosi è l'impatto sul panda gigante cinese, un tempo trovato in molte zone del Sichuan. In epoca moderna si trova solo in regioni frammentate e isolate nel sud-ovest del paese, a causa della diffusa deforestazione nel 20º secolo.
Quando si verifica la distruzione dell'habitat di un'area, la diversità delle specie si sposta da una combinazione di generalisti e specialisti dell'habitat a una popolazione costituita principalmente da specie generaliste. Le specie invasive sono spesso generaliste e quindi in grado di sopravvivere in habitat molto più diversi. La distruzione dell'habitat che porta al cambiamento climatico compensa l'equilibrio delle specie che tengono il passo con la soglia di estinzione portando a una maggiore probabilità di estinzione.
La perdita di habitat è una delle principali cause ambientali del declino della biodiversità su scala locale, regionale e globale. Molti credono che la frammentazione dell'habitat sia anche una minaccia per la biodiversità, tuttavia alcuni ritengono che sia secondaria alla perdita dell'habitat. La riduzione della quantità di habitat disponibile si traduce in paesaggi specifici costituiti da appezzamenti isolati di habitat adatti in un ambiente ostile. Questo processo è generalmente dovuto alla pura perdita di habitat e agli effetti della frammentazione. La pura perdita di habitat si riferisce ai cambiamenti che si verificano nella composizione del paesaggio che causano una diminuzione degli individui. Gli effetti di frammentazione si riferiscono a un'aggiunta di effetti che si verificano a causa dei cambiamenti dell'habitat. La perdita di habitat può avere effetti negativi sulla dinamica della ricchezza delle specie. L'ordine Hymenoptera ad esempio è un gruppo eterogeneo di impollinatori vegetali che sono altamente suscettibili agli effetti negativi della perdita di habitat e ciò potrebbe comportare un effetto domino tra le interazioni pianta-impollinatore che porta a importanti implicazioni di conservazione all'interno di questo gruppo.

## Geografia

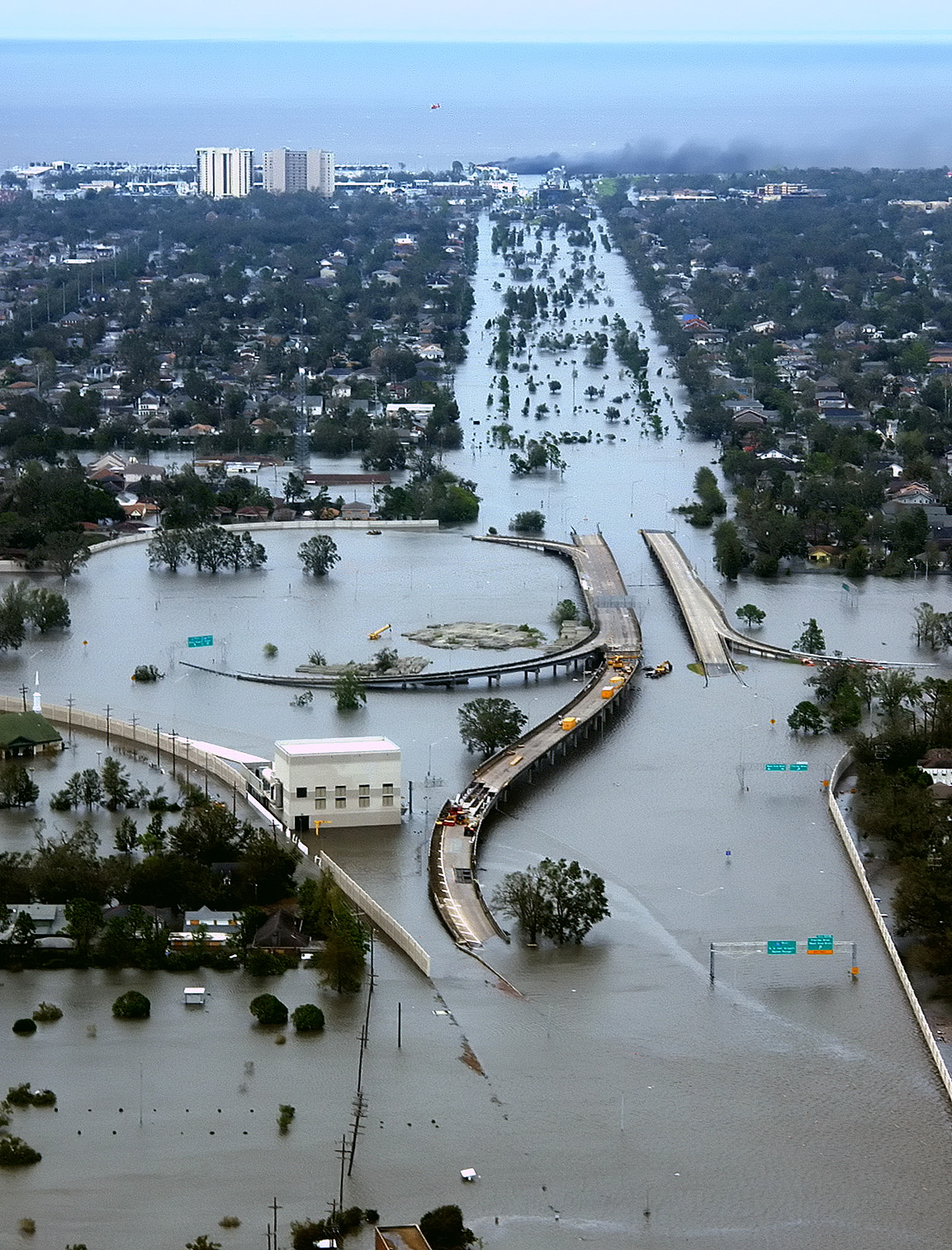
Il prosciugamento e lo sviluppo delle zone umide costiere che in precedenza proteggevano la costa del Golfo hanno contribuito a gravi inondazioni a New Orleans, in Louisiana, all'indomani dell'uragano Katrina nel 2005.

I punti caldi di biodiversità sono principalmente regioni tropicali che presentano alte concentrazioni di specie endemiche e, quando tutti i punti sono combinati, possono contenere oltre la metà delle specie terrestri del mondo. Questi punti stanno soffrendo per la perdita e la distruzione dell'habitat. La maggior parte dell'habitat naturale sulle isole e nelle aree ad alta densità di popolazione umana è già stata distrutta (WRI, 2003). Le isole che subiscono un'estrema distruzione dell'habitat includono Nuova Zelanda, Madagascar, Filippine e Giappone. Asia meridionale e orientale, in particolare Cina, India, Malesia, Indonesia e Giappone e molte aree dell'Africa occidentale hanno popolazioni umane estremamente dense che lasciano poco spazio all'habitat naturale. Anche le aree marine vicine alle città costiere altamente popolate devono affrontare il degrado delle loro barriere coralline o di altri habitat marini. Queste aree includono le coste orientali dell'Asia e dell'Africa, le coste settentrionali del Sud America, il Mar dei Caraibi e le isole associate.
Le regioni con agricoltura non sostenibile o governi instabili, che possono andare di pari passo, in genere registrano alti tassi di distruzione dell'habitat. L'Asia meridionale, l'America centrale, l'Africa subsahariana e le aree della foresta pluviale tropicale amazzonica del Sud America sono le principali regioni con pratiche agricole insostenibili e/o cattiva gestione del governo.
Le aree ad alta produzione agricola tendono ad avere la più alta estensione di distruzione dell'habitat. Negli Stati Uniti, meno del 25% della vegetazione autoctona rimane in molte parti dell'est e del Midwest. Solo il 15% della superficie terrestre non è stato modificato dalle attività umane in tutta Europa.
I cambiamenti che si verificano in diversi ambienti in tutto il mondo stanno cambiando gli habitat geografici specifici che sono adatti alla crescita delle piante. Pertanto, la capacità delle piante di migrare verso aree ambientali idonee avrà un forte impatto sulla distribuzione della diversità vegetale. Tuttavia i tassi di migrazione delle piante che sono influenzati dalla perdita e dalla frammentazione dell'habitat non sono ben delineati.

## Ecosistemi
Le foreste pluviali tropicali hanno ricevuto la maggior parte dell'attenzione riguardo alla distruzione dell'habitat. Dei circa 16 milioni di chilometri quadrati di habitat della foresta pluviale tropicale che esisteva originariamente in tutto il mondo, nel 2006 ne rimanevano meno di 9 milioni di chilometri quadrati. Si è stimato che nel 2018 il mondo abbia perso un’area di foresta tropicale primaria grande come il Belgio.
Altri ecosistemi forestali hanno subito la stessa o una maggiore distruzione. La deforestazione per l'agricoltura e il disboscamento ha gravemente disturbato almeno il 94% delle foreste di latifoglie temperate; molti boschi secolari hanno perso più del 98% della loro superficie precedente a causa delle attività umane. Le foreste aride di latifoglie tropicali e subtropicali sono più facili da disboscare e bruciare e sono più adatte all'agricoltura e all'allevamento di bestiame rispetto alle foreste pluviali tropicali; di conseguenza, meno dello 0,1% delle foreste secche nella costa del Pacifico dell'America centrale e meno dell'8% in Madagascar rimane dalla loro estensione originale.
Le pianure e le aree desertiche sono state degradate in misura minore. Solo il 10-20% delle zone aride del mondo, che includono praterie temperate, savane e arbusti, boscaglie e foreste decidue, sono state in qualche modo degradate. Ma inclusi in quel 10-20% di terra ci sono i circa 9 milioni di chilometri quadrati di terre aride stagionalmente che gli esseri umani hanno convertito in deserti attraverso il processo di desertificazione. Le praterie di erba alta del Nord America, d'altra parte, hanno meno del 3% dell'habitat naturale rimanente che non è stato convertito in terreno agricolo.
Le zone umide e le aree marine hanno subito alti livelli di distruzione dell'habitat. Più del 50% delle zone umide negli Stati Uniti sono state distrutte dal 1800 in poi. Tra il 60% e il 70% delle zone umide europee sono state completamente distrutte. Nel Regno Unito, c'è stato un aumento della domanda di alloggi e turismo costieri che ha causato un declino degli habitat marini dagli anni '50 in poi. L'aumento del livello del mare e delle temperature ha causato erosione del suolo, inondazioni costiere e perdita di qualità nell'ecosistema marino del Regno Unito. Circa un quinto (20%) delle aree costiere marine sono state fortemente modificate dall'uomo. Anche un quinto delle barriere coralline è stato distrutto e un altro quinto è stato gravemente degradato dalla pesca eccessiva, dall'inquinamento e dalle specie invasive; il 90% delle barriere coralline delle Filippine è stato distrutto. Infine, oltre il 35% degli ecosistemi marini nel mondo è stato distrutto.

## Cause naturali
La distruzione dell'habitat attraverso processi naturali come vulcanismo, incendi e cambiamenti climatici è ben documentata nei reperti fossili. Uno studio mostra che la frammentazione dell'habitat delle foreste pluviali tropicali in Euramerica 300 milioni di anni fa ha portato a una grande perdita di diversità di anfibi, ma contemporaneamente il clima più secco ha stimolato un'esplosione di diversità tra i rettili.

## Cause umane

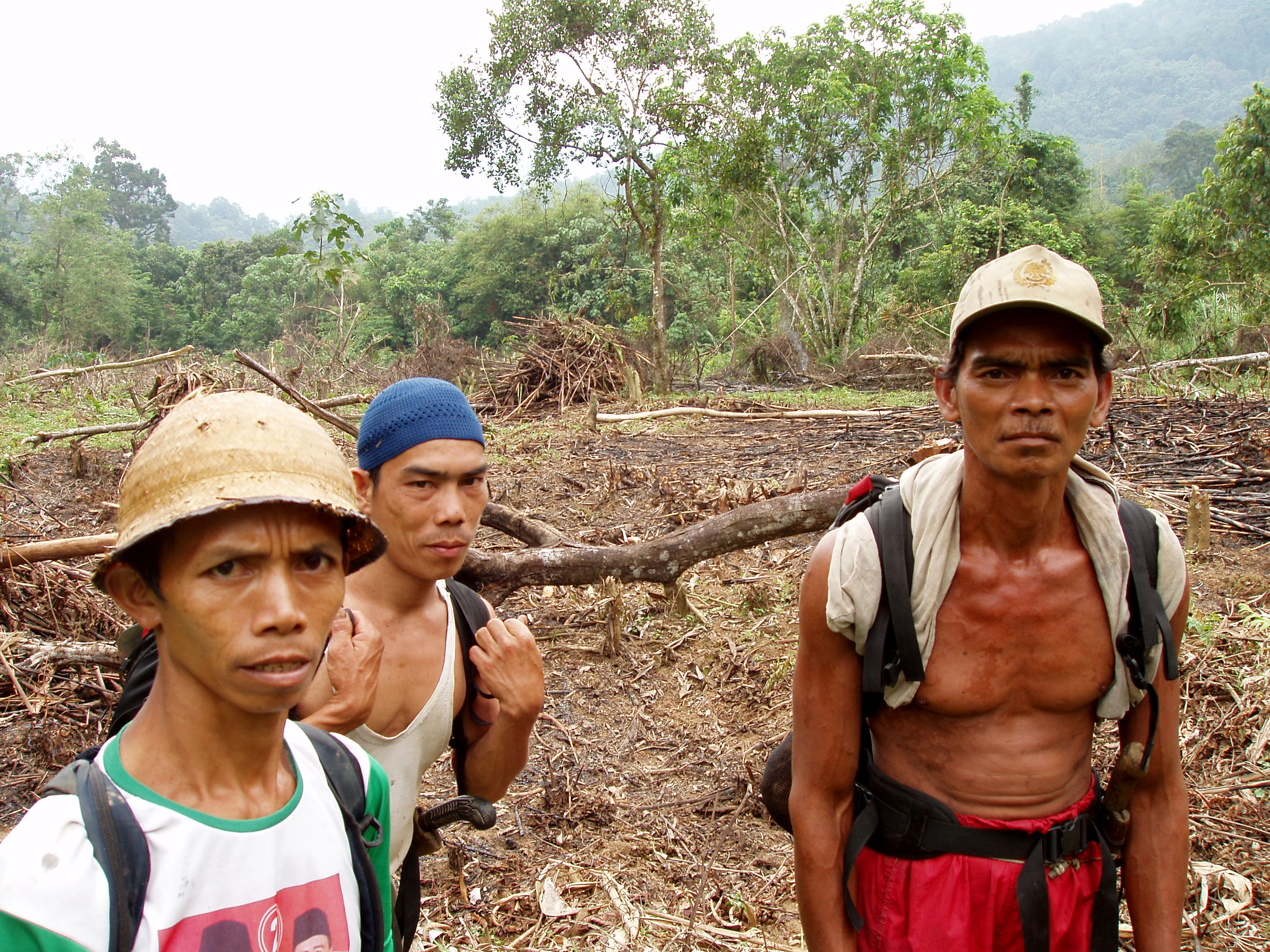
Gli agricoltori vicino a terreni sgomberati all'interno di Taman Nasional Kerinci Seblat (Kerinci Seblat National Park), Sumatra.

Le cause prossime sono state raggruppate in ampie categorie di espansione agricola (96%), espansione delle infrastrutture (72%) ed estrazione del legno (67%). Pertanto la conversione delle foreste in agricoltura è il principale cambiamento nell'uso del suolo responsabile della deforestazione tropicale. Le categorie specifiche rivelano ulteriori approfondimenti sulle cause specifiche di questo fenomeno: estensione del trasporto (64%), estrazione commerciale del legno (52%), coltivazione permanente (48%), allevamento di bestiame (46%), coltivazione mobile (taglia e brucia) (41%), agricoltura di sussistenza (40%) ed estrazione di legna da ardere per uso domestico (28%). Un risultato è che lo spostamento delle coltivazioni non è la causa principale della deforestazione in tutte le regioni del mondo, mentre l'estensione dei trasporti (compresa la costruzione di nuove strade) è il più grande fattore singolo prossimo responsabile della deforestazione.

### Riscaldamento globale
L'aumento delle temperature globali, causato dall'effetto serra, contribuisce alla distruzione dell'habitat, mettendo in pericolo varie specie, come l'orso polare. Lo scioglimento delle calotte polari favorisce l'innalzamento del livello del mare e le inondazioni che minacciano gli habitat naturali e le specie a livello globale.

### Fattori umani
Sebbene le attività sopra menzionate siano le cause prossimali o dirette della distruzione dell'habitat in quanto distruggono effettivamente l'habitat, ciò non identifica ancora il motivo per cui gli esseri umani distruggono l'habitat. Le forze che fanno sì che gli esseri umani distruggano l'habitat sono conosciute come determinanti della distruzione dell'habitat. I fattori demografici, economici, sociopolitici, scientifici, tecnologici e culturali contribuiscono tutti alla distruzione dell'habitat. I fattori demografici includono:
- espansione della popolazione umana;
- tasso di aumento della popolazione nel tempo;
- distribuzione spaziale delle persone in una data area (urbana contro rurale), tipo di ecosistema e paese;
- effetti combinati di povertà, età, pianificazione familiare, genere e stato di istruzione delle persone in determinate aree[28].

La maggior parte della crescita esponenziale della popolazione umana in tutto il mondo si verifica all'interno o in prossimità di un punto caldo di biodiversità. Questo potrebbe spiegare perché la densità di popolazione umana rappresenta l'87,9% della variazione del numero di specie minacciate in 114 paesi, fornendo prove indiscutibili che le persone svolgono il ruolo più importante nella diminuzione della biodiversità. Il boom della popolazione umana e la migrazione di persone in tali regioni ricche di specie stanno rendendo gli sforzi di conservazione non solo più urgenti ma anche più propensi a entrare in conflitto con gli interessi umani locali. L'elevata densità di popolazione locale in tali aree è direttamente correlata allo stato di povertà delle popolazioni locali, la maggior parte delle quali prive di istruzione e pianificazione familiare.
Secondo lo studio Geist e Lambin (2002), le forze trainanti sottostanti erano prioritarie come segue (con la percentuale dei 152 casi in cui il fattore ha svolto un ruolo significativo):
- fattori economici (81%);
- fattori istituzionali o politici (78%);
- fattori tecnologici (70%);
- fattori culturali o sociopolitici (66%);
- fattori demografici (61%).

I principali fattori economici includevano la commercializzazione e la crescita dei mercati del legname (68%), che sono guidati dalla domanda nazionale e internazionale; crescita industriale urbana (38%); bassi costi interni per terra, manodopera, carburante e legname (32%); e aumenti dei prezzi dei prodotti principalmente per le colture da reddito (25%). I fattori istituzionali e politici includevano:
- politiche di deforestazione sullo sviluppo del territorio (40%);
- crescita economica inclusa la colonizzazione e il miglioramento delle infrastrutture (34%);
- sussidi per le attività a terra (26%); diritti di proprietà e precarietà fondiaria (44%);
- fallimenti politici come corruzione, illegalità o cattiva gestione (42%).

Il principale fattore tecnologico era la scarsa applicazione della tecnologia nell'industria del legno(45%), che portava a pratiche di disboscamento dispendiose. All'interno dell'ampia categoria di fattori culturali e sociopolitici ci sono:
- atteggiamenti e valori pubblici (63%);
- comportamento individuale/familiare (53%);
- indifferenza pubblica nei confronti dell'ambiente forestale (43%);
- valori di base mancanti (36%);
- indifferenza da parte degli individui (32%).

I fattori demografici erano l'immigrazione dei coloni colonizzatori in aree forestali scarsamente popolate (38%) e la crescente densità di popolazione, un risultato del primo fattore, in quelle aree (25%).
Ci sono anche feedback e interazioni tra le cause prossime e sottostanti della deforestazione che possono amplificare il processo. La costruzione di strade ha il più grande effetto di feedback, perché interagisce e porta alla creazione di nuovi insediamenti e più persone, il che provoca una crescita nei mercati del legno (disboscamento) e del cibo.

## Prospettive future
La rapida espansione della popolazione umana mondiale sta aumentando notevolmente il fabbisogno alimentare mondiale. La logica semplice impone che più persone avranno bisogno di più cibo. Infatti, poiché la popolazione mondiale aumenta drasticamente, la produzione agricola dovrà aumentare di almeno il 50% fino al 2030. In passato, il continuo spostamento in nuove terre e suoli forniva un impulso alla produzione alimentare per soddisfare la domanda alimentare globale. Questa facile soluzione non sarà più disponibile, tuttavia, poiché oltre il 98% di tutta la terra adatta all'agricoltura è già in uso o è irrimediabilmente degradata.
La crisi alimentare globale sarà una delle principali fonti di distruzione dell'habitat. Gli agricoltori commerciali dovranno, per produrre più cibo dalla stessa quantità di terra, utilizzare più fertilizzanti e potrebbero mostrare meno preoccupazione per l'ambiente per soddisfare la domanda del mercato. Altri cercheranno nuova terra o convertiranno altri usi del suolo in agricoltura. L'intensificazione agricola si diffonderà a scapito dell'ambiente e dei suoi abitanti. Le specie saranno espulse dal loro habitat direttamente dalla distruzione dell'habitat stesso o indirettamente dalla sua frammentazione, dal degrado o dall'inquinamento. Qualsiasi sforzo per proteggere l'habitat naturale e la biodiversità rimanenti nel mondo competerà direttamente con la crescente domanda umana di risorse naturali, in particolare di nuovi terreni agricoli.

## Soluzioni
Controllo della deforestazione tropicale: nella maggior parte dei casi di deforestazione tropicale, tre o quattro cause sottostanti determinano da due a tre cause prossime. Ciò significa che una politica universale per il controllo della deforestazione tropicale non sarebbe in grado di affrontare la combinazione unica di cause prossime e sottostanti della deforestazione in ciascun paese. Prima che qualsiasi politica di deforestazione locale, nazionale o internazionale venga scritta e applicata, i leader governativi devono acquisire una comprensione dettagliata della complessa combinazione di cause prossime e forze trainanti alla base della deforestazione in una determinata area o paese. Questo concetto, insieme a molti altri risultati della deforestazione tropicale dello studio Geist e Lambin, può essere facilmente applicato alla distruzione dell'habitat in generale.
Contenimento dell'erosione della costiera è un processo naturale in quanto si verificano tempeste, onde, maree e altri cambiamenti del livello dell'acqua. La stabilizzazione del litorale può essere realizzata mediante barriere tra terra e acqua come le dighe. Le coste viventi stanno guadagnando attenzione come nuovo metodo di stabilizzazione. Questi possono ridurre i danni e l'erosione fornendo allo stesso tempo servizi eco-sistemici come la produzione alimentare, la rimozione di nutrienti e sedimenti e il miglioramento della qualità dell'acqua alla società.
Per evitare che un'area perda le proprie specie a causa di altre specie invasive generaliste dipende dall'entità della distruzione dell'habitat già avvenuta. Nelle aree in cui l'habitat è relativamente indisturbato, fermare l'ulteriore distruzione dell'habitat può essere sufficiente. Nelle aree in cui la distruzione dell'habitat è più estrema (frammentazione o perdita di appezzamenti), potrebbe essere necessaria l'ecologia del ripristino (lo studio scientifico a supporto della pratica del restauro ecologico, che è la pratica di rinnovare e ripristinare ecosistemi e habitat degradati, danneggiati o distrutti nell'ambiente mediante l'interruzione o il controllo di alcune attività umane). 

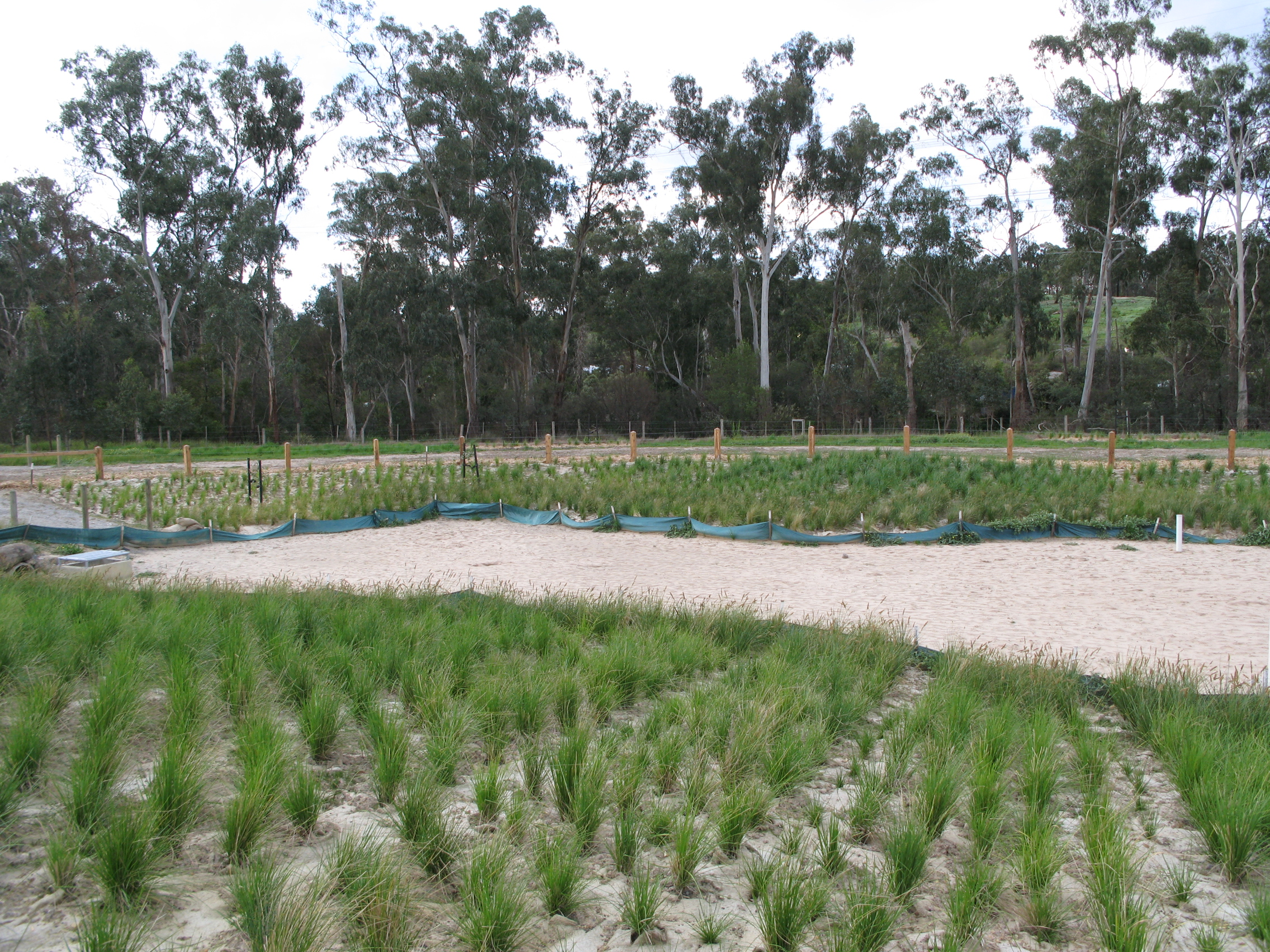
Rigenerazione di zone umide di recente costruzione in Australia, su un sito precedentemente utilizzato per l'agricoltura (ecologia del ripristino).

L'istruzione del pubblico in generale è forse il modo migliore per prevenire un'ulteriore distruzione dell'habitat umano. L'educazione sulla necessità della pianificazione familiare per rallentare la crescita della popolazione è importante poiché una popolazione maggiore porta a una maggiore distruzione dell'habitat causata dall'uomo.
La conservazione e la creazione di corridoi di habitat possono collegare popolazioni isolate e aumentare l'impollinazione. È anche noto che i corridoi riducono gli impatti negativi della distruzione dell'habitat.
Il più grande potenziale per risolvere il problema della distruzione dell'habitat deriva dalla risoluzione dei problemi politici, economici e sociali che ne derivano, come il consumo di materiale individuale e commerciale, estrazione sostenibile di risorse, aree di conservazione, ripristino di terreni degradati e lotta ai cambiamenti climatici.
I leader di governo devono agire affrontando le forze trainanti sottostanti, piuttosto che limitarsi a regolamentare le cause prossime. In un senso più ampio, gli organi governativi a livello locale, nazionale e internazionale devono:
1. Considerare gli insostituibili servizi ecosistemici forniti dagli habitat naturali.
2. Attivare la protezione delle restanti sezioni intatte dell'habitat naturale.
3. Trovare modi ecologici per aumentare la produzione agricola senza aumentare la terra totale in produzione.
4. Migliorare l'accesso alla contraccezione a livello globale e anche promuovere l'uguaglianza di genere. Quando le donne hanno la stessa istruzione (potere decisionale), questo generalmente porta a famiglie più piccole.

## Galleria d'immagini

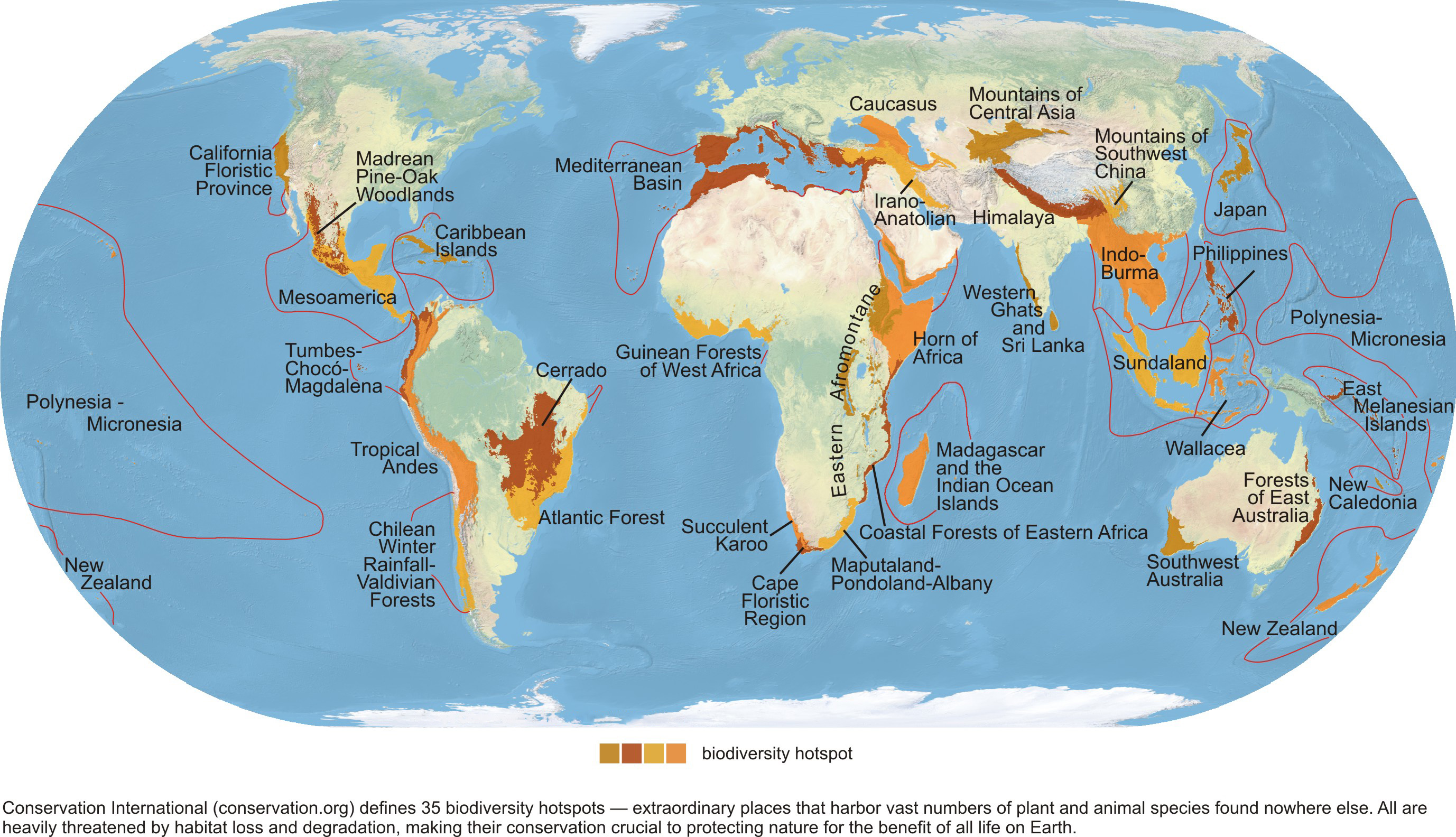
Mappa dei punti caldi della biodiversità nel mondo, tutti fortemente minacciati dalla perdita e dal degrado dell'habitat, 2014.
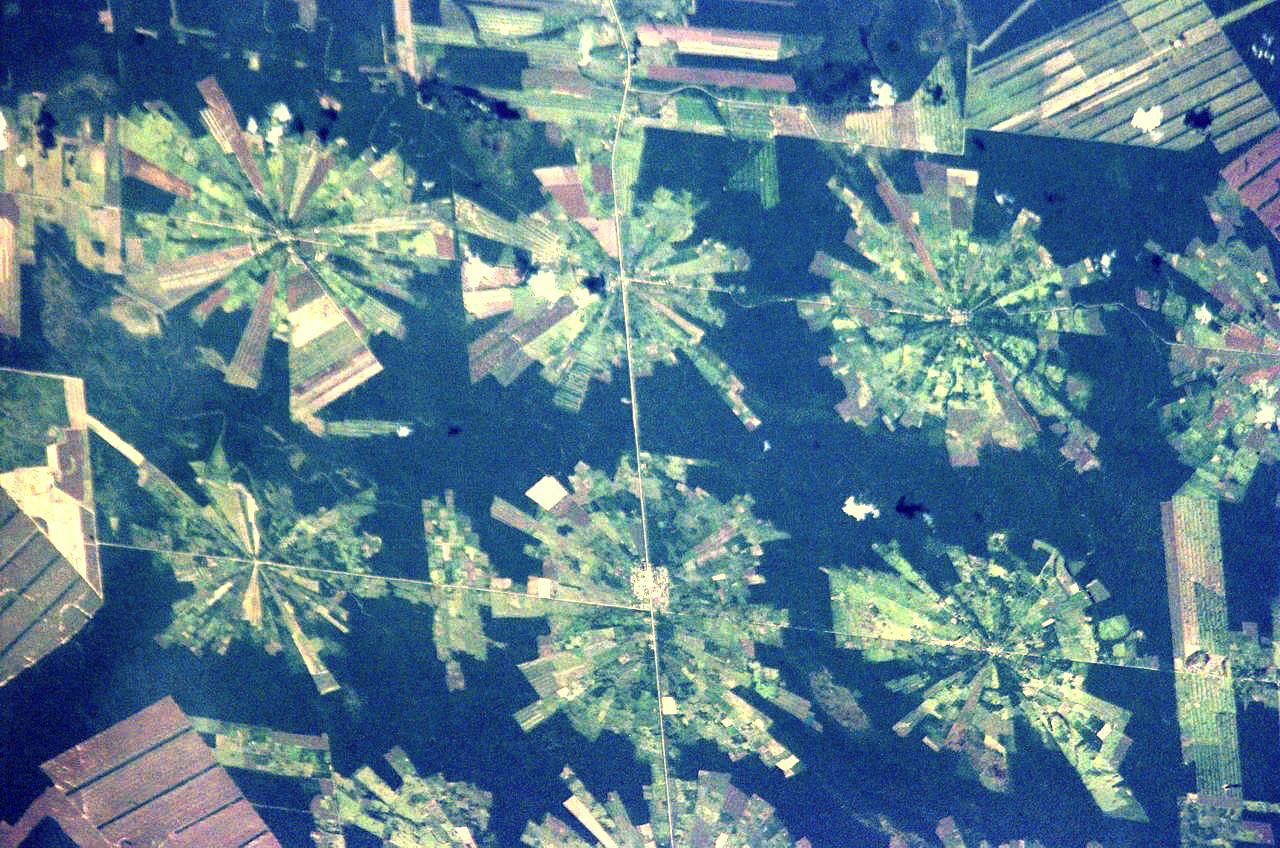
Fotografia satellitare della deforestazione in Bolivia. Originariamente foresta tropicale secca, la terra viene bonificata per la coltivazione della soia[45].
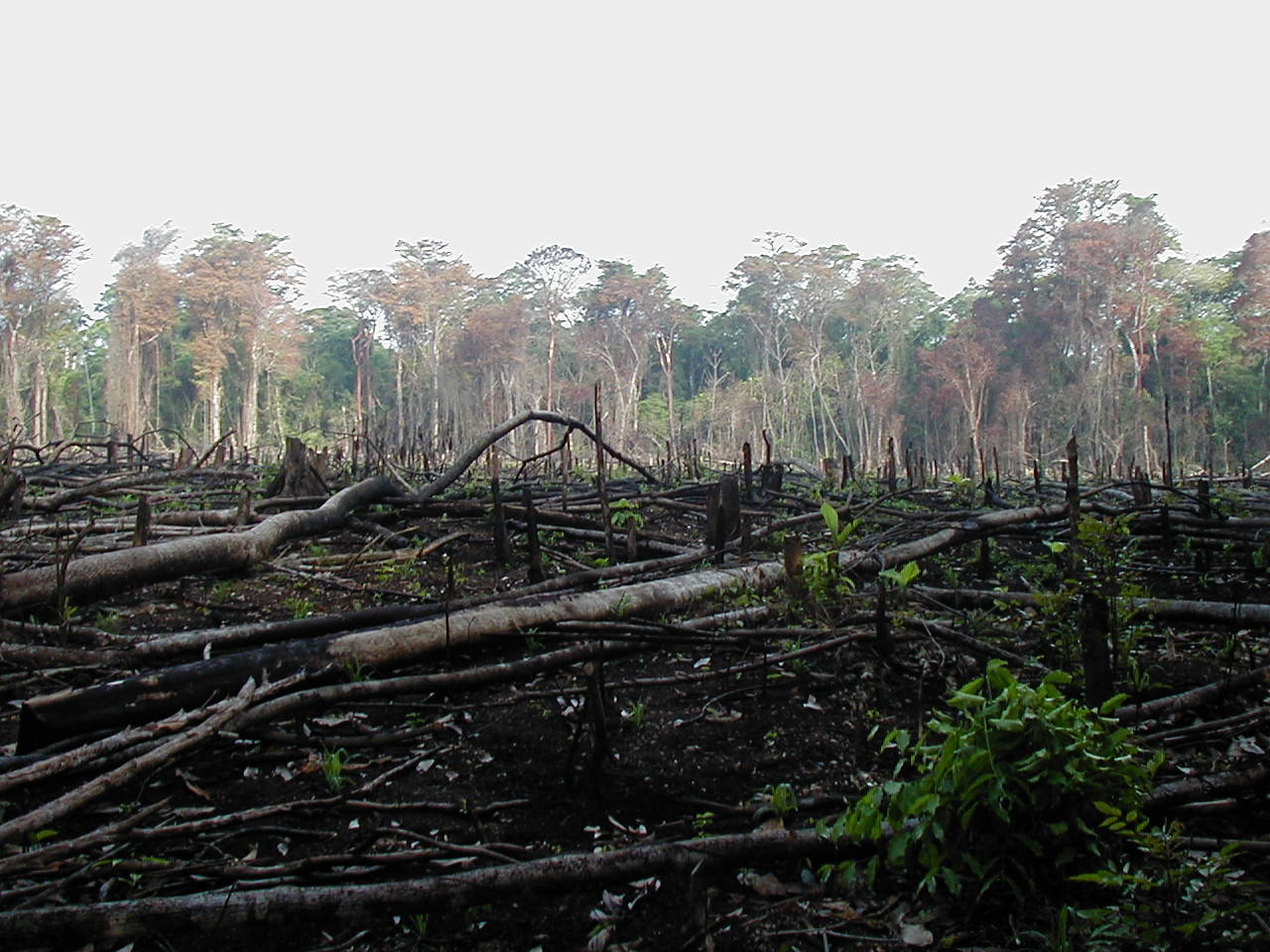
Giungla bruciata per l'agricoltura nel sud del Messico.
Il tasso di perdita di copertura arborea globale è circa raddoppiato dal 2001 al 2020, fino a una perdita annuale che si avvicina a un'area delle dimensioni dell'Italia[46].
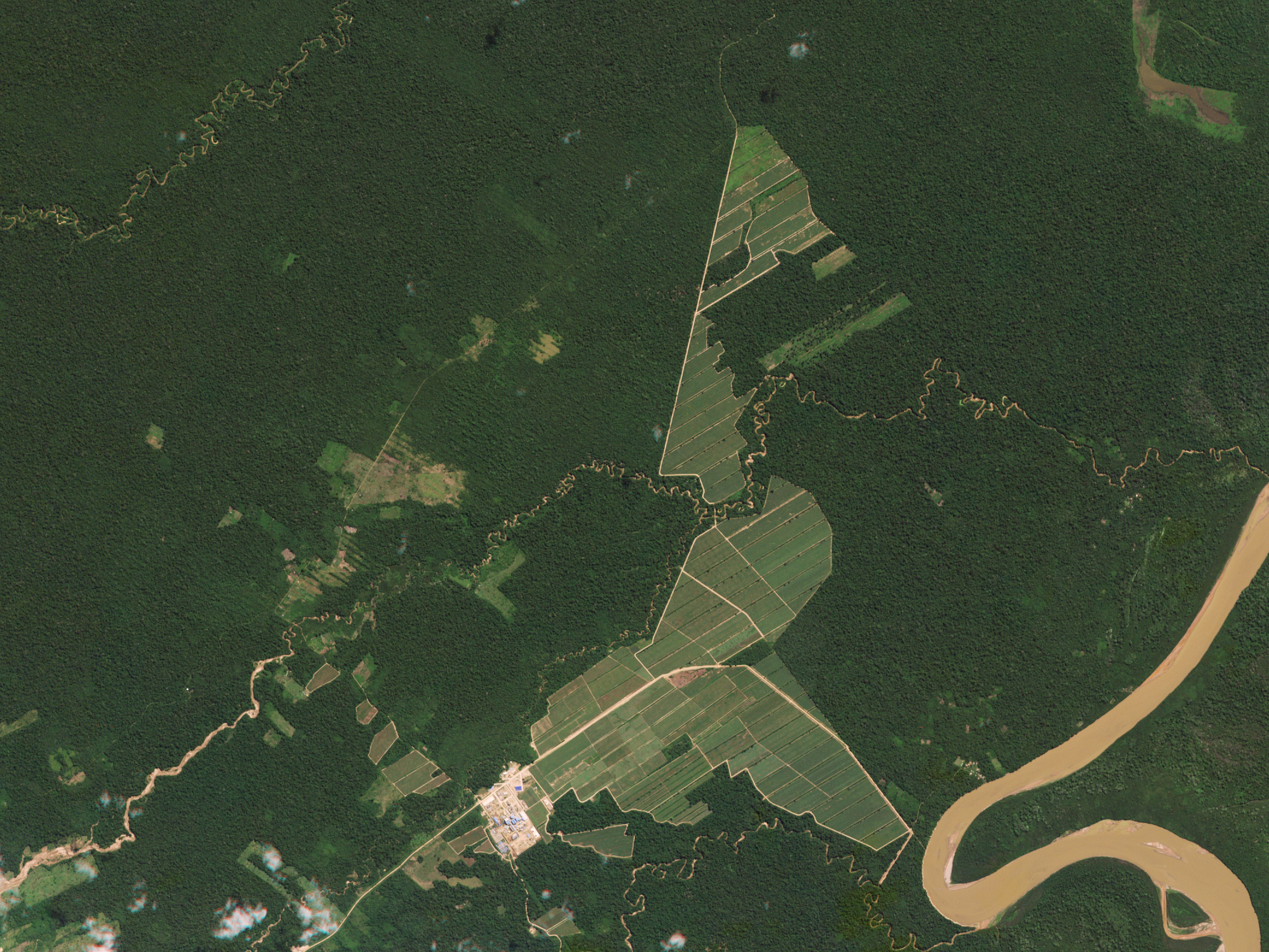
Deforestazione della foresta amazzonica, 2016
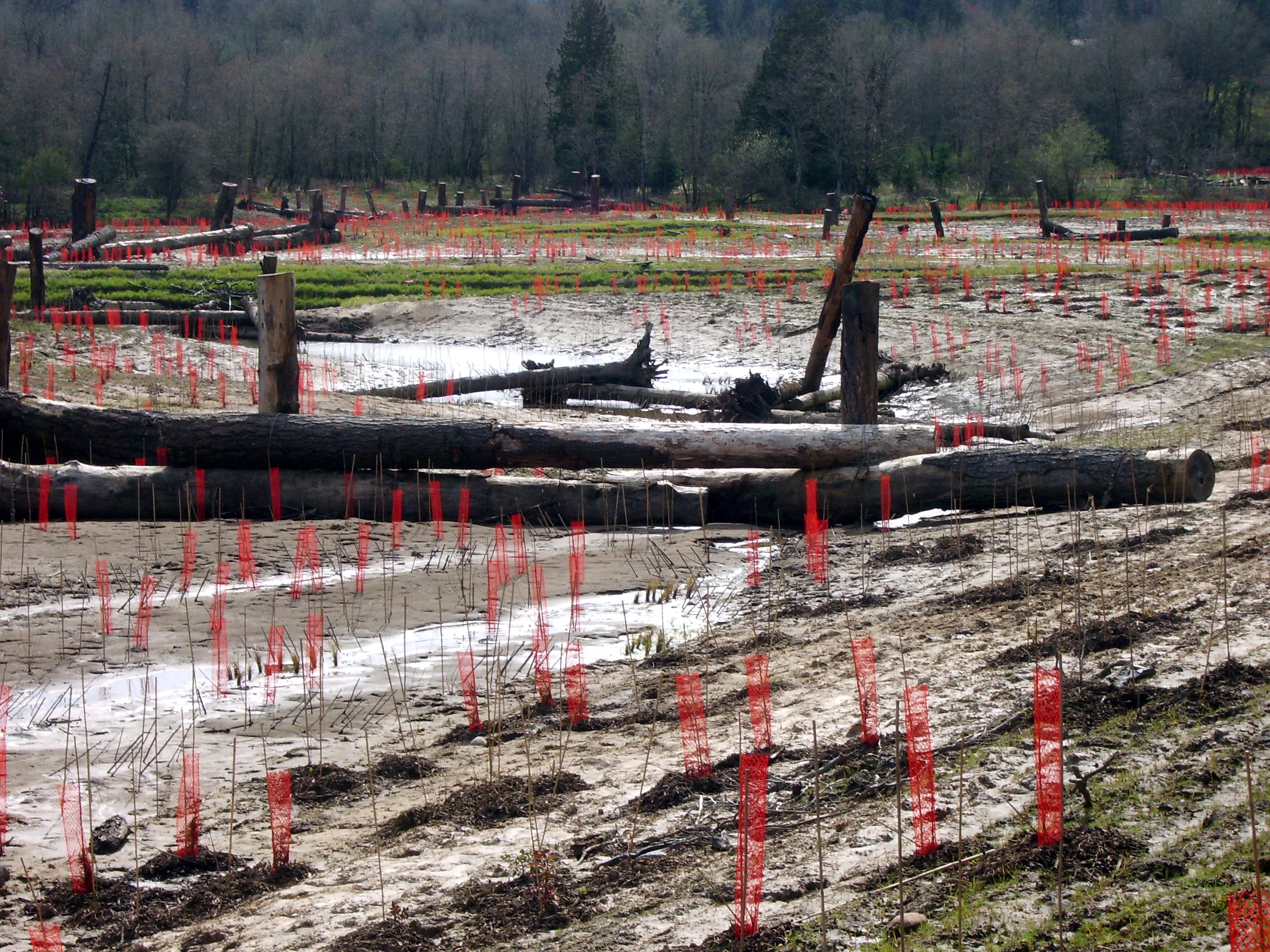
Riabilitazione di una porzione di Johnson Creek, per ripristinare le funzioni di bioswale e controllo delle inondazioni del terreno che era stato a lungo convertito a pascolo delle mucche (ecologia del ripristino).